# 安东尼·卡沃斯基
安东尼·卡沃斯基（Antoni Karwowski，1948年4月14日—）是波兰的抒情抽象派与新成型画家与表演艺术家。

## 早年生活
安东尼生于波兰的格拉耶沃（Grajewo），在波兰东部的一个小镇长大，这个小镇被欧洲最大的自然公园之一的别布扎河国家公园（Biebrza National Park）所围绕，他的父亲，约瑟夫·卡沃斯基（Jozef Karwowski），是位社工和文化倡導者，母親拉瑞薩（Larysa，婚前姓是扎博（Zub））理髮師。安东尼是家里的长子。有一弟梅杰（Maciej）。
安东尼在一个多代同堂的家庭成长，深受父亲和俄罗斯祖父的影响，他的父亲教了他第一堂绘画课，同样地，他那位富有创意的祖父写作诗歌，并咛唱俄罗斯老歌，所有这些使他对其决定未来的职业有了最初的冲动。波兰和俄罗斯文化和传统的结合，以及成长中大自然的伴随使他变得敏感，同时也强化了他强烈的个人主义并将其表现在他的作品中和与他和周围环境的关系中。

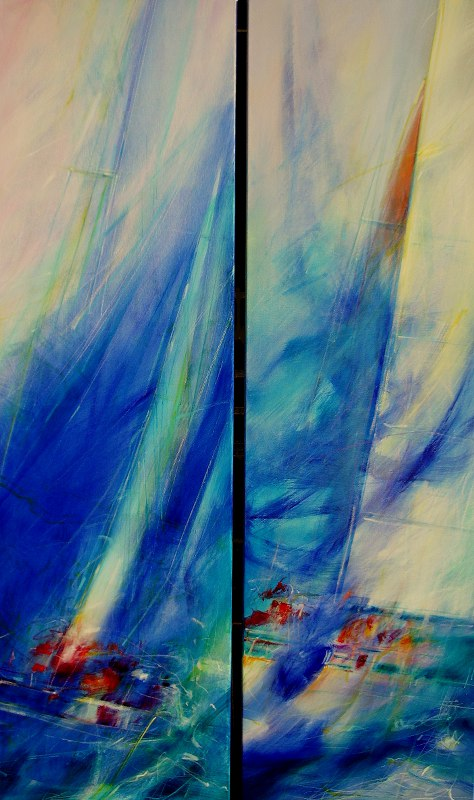
安东尼·卡沃斯基的 Regaty。

## 畫家生涯
从高中毕业后，安东尼开始更多的绘画，并尝试不同形式的艺术手法。他几次搬家和转学，同时寻找他可以充分发挥他才华的地方。由于未果，他曾在煤矿工作过。之后，他在托伦大学加入了艺术团体，在那里他开始发挥自己的才华并成为了一个专业的艺术家。
80年代初，安东尼和 Zbigniew Oleszynski 合作成立了 Group “A”，该举动使大型表演项目在波兰得以实现。 从那以后，他更多的进行表演艺术。作为参与者和组织者，他参与了不同的项目。自2003年开始，安东尼在什切青组织国际表演和媒介节。
在他的职业生涯中，安东尼创造了他自己的风格，以柏林一位艺术评论家说：从他的影像中显现出充满色彩的光线，这是在他的工作室完美的创作。这种光线的隐喻赋予了他作品中比喻的元素神奇的，超现实的意义。他的作品的力量，除了照明的色彩，还来自于影像意义的丰富和某种多层次。通过这些，他的作品远远超出简单装饰作用。
安东尼的绘画风格诡异，充满光和色彩的诱惑。理解和接近他的作品需要花时间，但只有这样，才能呈现他完整的表现手法。他的绘画作品已经开始被欧洲的不同私人收藏家收藏。 他还被部分机构和学院委托进行创作。2005年，他接受德国的多特蒙德医务所委托创作大型墙面（53米长）并自那以后被展出并收到来自海外观众的大量关注。

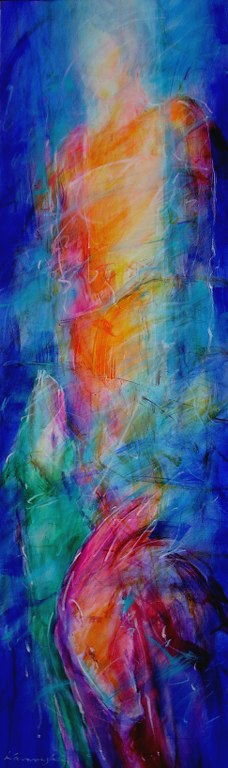
安东尼·卡沃斯基的「遛狗」
（"Walking the dogs"）。

### 选送的表演艺术项目
2010 — "My Tram"，斯塞新（波兰）

2010 — "Extension Series 2"，Grim Museum 2，柏林（德国） 

2005 — "Reading White Books "，臺拉維夫（以色列）
 
2001 — "Salz arm"，柏林 （德国）  

1998 — “Sentimental trip on east"，Moltkerei Werkstatt，科隆（德国）

1998 — "Middle ages anatomy" & "Gilgamesz — Enkind’s Dream” — Ermelerspeicher Gallery，Schwedt（德国）

1993 — "The Last Breath of Aborigine”，Gerlesborg （瑞典） 

1981 — "Koncert na Kaprala i grzalke" Teatr Otwarty "Kalambur" — Wroclaw （波兰）

1980 — Public Space Action ”My Tram”， Torun（波兰） 

### 艺术展
2010 — "Anders Gallery"，Lünen（德国）

2007 — "Anders Gallery"，Lünen（德国）

2007 — "ZERO Gallery"，柏林（德国）

2006 — Museum of Art，聖菲（阿根廷）

2006 — Museum Contemporary Art，那不勒斯（意大利）

2005 — "Galerie automatique"，柏林、斯特拉斯堡

2005 — Art Platform，臺拉維夫（以色列）

2005 — Polish Art Fair 2005，波茲南（波兰）

2004 — Project „MOTION"，柏林（德国）

2003 — V International Baltic Biennial，斯塞新（波兰）

2002 — 柏林er Landtag，柏林（德国）

2002 — „Distance 777”，68elf gallery，科隆（德国）

2001 — Europäisches Kulturzentrum，科隆（德国）

2001 — “Kunst am limit”，"Pussy Galore"，柏林（德国）

2001 — "RAUMTRIEB 2001"，art festival，柏林（德国）

2001 — Wystawa malarstwa,„Reimus gallery"，埃森（德国）

1999 — Ostholstein Museum，Eutin（德国）

1999 — Galerie am Domplatz，Münster（德国）

1999 — National Museum in 斯塞新（波兰）

1996 — “Forum Ost，West”，Bergisch Gladbach（德国）
 
1994 — "Anders Gallery"，Lünen（德国） 

1994 — „Forum Gallery"，Leverkusen（德国）

1993 — “Cztery Zywioly”，Museum，Greifswald（德国）

1992 — "Gaia Cztery Sezony"，Gerlesborg（瑞典）

1992 — Municipal Gallery，Nakskov（丹麦）

1990 — „En Garde Gallery"，Aarhus（丹麦）

1988 — „Fine Art Gallery"，Trollhattan（瑞典）

1988 — XV Festival of Polish Contemporary Art,，斯塞新（波兰）

1987 — "Bridge West & East" Antwerpen（比利时）

1985 — "Nagra Malare"，Vanersborg（瑞典）

1981 — “Palacyk”，Wroclaw （波兰）